# Burton (Teksas)
Burton je grad u američkoj saveznoj državi Teksas. Prema popisu stanovništva iz 2010. u njemu je živjelo 300 stanovnika.